# 中国人民解放军陆军工程大学
中国人民解放军陆军工程大学，本部位于江苏省南京市，隶属中国人民解放军陆军，正军级，是人才培养与科学研究并重、工程技术与作战指挥融合的教学研究型综合性大学。

## 沿革

### 中国人民解放军理工大学
中国人民解放军理工大学是1999年由中国人民解放军通信工程学院、中国人民解放军工程兵工程学院、中国人民解放军空军气象学院、中国人民解放军总参谋部第六十三研究所合并组建而成。
中国人民解放军通信工程学院
- 1961年11月16日，通信兵办公会议决定，为了加速培训电子科技人才，中国人民解放军军事电信工程学院的雷达系、导航系迁往四川省重庆市组建中国人民解放军通信兵雷达工程学院[2]。
- 1963年1月，中央军委第165次办公会议决定，调整通信兵雷达工程学院及军事电信工程学院的专业设置及人员构成：军事电信工程学院的有线工程系和无线工程系迁至重庆，并入通信兵雷达工程学院[2]。
- 1963年9月，通信兵雷达工程学院更名“中国人民解放军通信兵工程学院”[2]。
- 1969年9月，中国人民解放军通信兵工程学院、中国人民解放军汉口通信技术学校（1949年成立）、中国人民解放军宣化通信学校、中国人民解放军沈阳通信兵学院等6所院校合并，成立中国人民解放军通信兵工程技术学校。
- 1973年12月，根据国务院和中央军委的决定，在江苏省南京市恢复组建中国人民解放军通信兵工程学院[2][3]。
- 1975年8月，更名中国人民解放军通信工程学院，驻南京市御道街标营[2][3]。
- 1999年，组建为中国人民解放军理工大学通信工程学院[2]。2017年改为中国人民解放军陆军工程大学通信工程学院[4]。
- 1999年8月26日，在原通信工程学院计算机类专业的基础上组建成立中国人民解放军理工大学指挥自动化学院[5]。2012年改为中国人民解放军理工大学指挥信息系统学院[6]。2017年改为中国人民解放军陆军工程大学指挥信息系统学院[7]。

中国人民解放军工程兵工程学院
- 中国人民解放军工程兵工程学院：1961年，中国人民解放军军事工程学院工兵工程系（五系）迁至陕西省西安市，组建中国人民解放军工程兵工程学院[8]。1969年撤销。
- 中国人民解放军工程兵学院：见中国人民解放军陆军工程大学训练基地。
- 中国人民解放军第一工程兵学校：1950年12月，华东军区以特种兵纵队所属工兵第三团与华东军区特科学校工兵大队为基础，组建华东军区工兵部队与工兵学校的领导机构。1950年12月15日，华东军区工兵指挥部兼华东军区工兵学校成立，隶属华东军区。1951年3月15日，更名华东军区初级工兵学校兼华东军区工兵指挥部，直属军委工兵司令部，由华东军区代管。1952年10月，工兵学校与华东军区工兵指挥部分建，学校番号改为中国人民解放军工兵学校，隶属军委工兵司令部。1955年10月，更名中国人民解放军工程兵学校。1960年9月7日，更名中国人民解放军第一工程兵学校，仍驻江苏省南京市光华门外。1969年8月19日撤销[3]
- 中国人民解放军第二工程兵学校：1956年，组建洛阳工程兵学校。1960年，更名中国人民解放军第二工程兵学校。1962年，甘肃省酒泉市的中国人民解放军第二工程兵技术学校并入第二工程兵学校。1969年撤销。
- 中国人民解放军第三工程兵学校：1952年，组建吉林工兵训练基地。1955年，更名中国人民解放军工程兵技术学校。1960年，更名中国人民解放军第一工程兵技术学校。1963年，更名中国人民解放军第三工程兵学校。1969年撤销。
- 1969年9月，根据中央军委批准的《军队院校调整方案》，撤销工程兵工程学院、工程兵学院和第一、第二、第三工程兵学校，在江苏省南京市光华门外的原第一工程兵学校校址合并组建新的中国人民解放军工程兵学校。1971年9月1日正式开学[3]。
- 1975年4月14日，更名中国人民解放军工程兵技术学校[3]。
- 1977年12月8日，更名中国人民解放军工程兵工程学院，隶属军委工程兵[3]。
- 1999年，组建为中国人民解放军理工大学工程兵工程学院[9]。
- 2012年，改为中国人民解放军理工大学野战工程学院[10]和中国人民解放军理工大学国防工程学院[11]。
- 2017年，改为中国人民解放军陆军工程大学野战工程学院[12]和中国人民解放军陆军工程大学国防工程学院[13]。

中国人民解放军空军气象学院
- 2000年8月，组建中国人民解放军理工大学理学院，位于南京市的中国人民解放军理工大学双龙街校区[14]（和中国人民解放军理工大学气象学院同处一个校区）。2017年，改为中国人民解放军陆军工程大学理学院[15]。

中国人民解放军总参谋部第六十三研究所
- 1977年，增设中国人民解放军通信工程学院通信技术研究所，由第十七研究所改编而成[3]。
- 1979年9月，更名中国人民解放军总参谋部第六十三研究所[3]。

中国人民解放军理工大学
- 1999年7月，中央军委主席江泽民签署命令，中国人民解放军通信工程学院、中国人民解放军工程兵工程学院、中国人民解放军空军气象学院和中国人民解放军总参谋部第六十三研究所合并组建中国人民解放军理工大学[16]。正军级。
- 2016年，在深化国防和军队改革中，由中国人民解放军总参谋部转隶中央军事委员会训练管理部[17]。

### 中国人民解放军军械工程学院
- 1973年12月8日，中央军委转发中共中央批准的全军院校领导小组《关于全军恢复和增建41所院校的报告》。批准在南京复建中国人民解放军军械技术学校。因南京地址无法解决，改在河北省石家庄市北京军区534库扩建。
- 1974年7月，重庆的中国人民解放军后勤高级专科学校军械训练大队划归石家庄正在筹建中的军械技术学校。
- 1975年6月6日，总后勤部通知：根据中央军委〔1975〕9号文件，在河北省石家庄组建中国人民解放军军械技术学校。
- 1978年1月10日，总后勤部通知：遵照中央军委决定，自1978年1月15日起，军械技术学校改称中国人民解放军高级军械学校。
- 1983年7月11日，总后勤部通知：经中央军委批准，高级军械学校改称中国人民解放军军械技术学院，仍执行军级权限。
- 1986年6月，更名中国人民解放军军械工程学院，隶属中国人民解放军总后勤部建制，院址仍在河北石家庄。1992年9月转隶中国人民解放军总参谋部[18]。
- 1986年3月，武汉军区后勤部军械修理工训练大并入，组建中国人民解放军军械工程学院军械士官训练大队。1992年8月，军械工程学院军械士官训练大队分出，组建中国人民解放军武汉军械士官学校。
- 2016年，在深化国防和军队改革中，军械工程学院由中国人民解放军总装备部转隶中国人民解放军陆军[19]。

### 中国人民解放军陆军工程大学
- 2017年，以原中国人民解放军理工大学、中国人民解放军军械工程学院主体为基础，组建中国人民解放军陆军工程大学，是人才培养与科学研究并重、工程技术与作战指挥融合的教学研究型综合性大学。校本部位于江苏省南京市，另设石家庄校区（位于河北省石家庄市和平西路97号）、通信士官学校（位于重庆市）、军械士官学校（湖北省武汉市）、训练基地（江苏省徐州市）[20]。其中，校本部由原中国人民解放军理工大学改建，石家庄校区由原中国人民解放军军械工程学院改建，通信士官学校由中国人民解放军重庆通信学院改建，军械士官学校由中国人民解放军武汉军械士官学校改建，训练基地由原中国人民解放军工程兵学院改建。2017年8月2日，中国人民解放军陆军工程大学校名揭幕仪式在南京市举行[21]。
- 2025年5月，中央军委决定，以中国人民解放军国防科技大学信息通信学院、中国人民解放军陆军工程大学通信士官学校为基础组建中国人民解放军信息支援部队工程大学[22]。

## 历任领导
中国人民解放军通信工程学院
| 院长 - 马克绍（？—？，通信工程学院筹备组负责人） - 江伟文 | 政治委员 |

中国人民解放军工程兵工程学院
| 院长 - 孙超群（1960年—？，军委工程兵副司令员兼西安工程兵工程学院院长） - 唐哲明（？—？，南京工兵学校、南京工程兵学校校长） - 顾鸿（？—？，南京工程兵学校、第一工程兵学校校长） …… - 张成德（？—？，南京工程兵技术学校校长） …… - 傅英杰（1983年4月—5月，南京工程兵工程学院院长） - 钱七虎（1983年—1996年，南京工程兵工程学院院长） - 施元龙（？—？，南京工程兵工程学院院长） | 政治委员 - 朱春和（1950年—？，华东军区工程兵指挥部副政委兼南京工兵学校政治委员、南京工兵学校政治委员、南京工程兵学校政治委员） - 马（？—1959年，南京工程兵学校政治委员） - 尚炜（1959年—？，南京工程兵学校、第一工程兵学校政治委员） …… - 冯子华（？—？，南京工程兵技术学校政治委员） …… - 孙双印（？—？，南京工程兵工程学院政治委员） - 杨久平（？—？，南京工程兵工程学院政治委员） …… |

中国人民解放军理工大学
| 校长 - 司来义 少将（1999年—2003年） - 唐万年 少将（2003年—2007年） - 张亚非 少将（2007年—2015年） - 王金龙 少将（2015年—2017年） | 政治委员 - 白景峰 空军少将（1999年—2003年） - 毋瞩远 少将（2003年—2007年） - 宋方敏 少将（2007年—2011年） - 徐朝光 少将（2011年—2014年） - 韩都芳 少将（2014年—2015年） - 江前明 少将（2015年—2017年） |

中国人民解放军军械工程学院
| 院长 - 冯森（？—？，高级军械学校校长） - 王成科（？—？） - 张家鹏 少将（？—1990年） - 孙履师 少将（1990年—1992年8月） - 李清斌 少将（1992年8月—1995年） - 马富学 少将（1995年8月—1999年） - 张卓 少将（1999年—2004年） - 米东 少将（2004年—2011年） - 张龙 少将（2011年—2015年） - 苏群星 少将（2015年7月—2017年） | 政治委员 - 唐飞（？—？，军械技术学院、军械工程学院政治委员） - 梁秀田 少将（？—1990年） - 王秉芹 少将（1990年6月—1995年8月） - 赵凤鸣 少将（？—？） - 何福东 少将（？—？） - 庆田 少将（2001年5月—2006年） - 李庆安 少将（2006年—2012年） - 陈剑飞 少将（2012年—2017年） |

中国人民解放军陆军工程大学
| 校长 - 王金龙（2017年—） | 政治委员 - 张碧波（2017年—） |

## 专业设置
2017年组建时，中国人民解放军陆军工程大学设有通信工程、指挥信息系统工程、土木工程、机械工程、武器系统与工程、雷达工程、导弹工程、无人系统工程等48个本科专业（含7个人防本科专业）。

## 校区
- 校本部（江苏南京）：本部位于南京市秦淮区海福巷1号，另外分别在御道街、双龙大道、玄武大道设有分校区。
- 石家庄校区（河北石家庄）
- 军械士官学校（湖北武汉）
- 训练基地（江苏徐州）